# Ulrich Thomsen
Ulrich Thomsen (ur. 6 grudnia 1963 w Odense) – duński aktor filmowy, telewizyjny i dubbingowy.

## Filmografia
- Portland (1999) jako Lasse[2]
- Bohaterowie (1996) jako Peter[2]
- Sekten (1997) jako Svane[2]
- Royal Blues (1997) jako Christian[2]
- Baby Doom (1998) jako Magnus[2]
- Festen (1998) jako Christian[2]
- Nattens engel (1998) jako Alex[2]
- Świat to za mało (1999) jako Davidov[2]
- Przekleństwo wyspy (2000) jako John Hontvedt[2]
- Migające światła (2000) jako Peter[2]
- Tylko Marta (2001) jako Sam Thalberg[2]
- Opiekun (2001) jako Dragov[2]
- Mike Bassett: England Manager (2001) jako dr Hans Shoegaarten[2]
- Urok mordercy (2002) jako Klaus[2]
- Spadek (2003) jako Christoffer[2]
- Ins Leben zurück (2003) jako Eric Lundgren[2]
- Blueprint (2003) jako dr Martin Fisher[2]
- The Rocket Post (2004) jako Gerhard Zucher[2]
- Sergeant Pepper (2004) jako Johnny Sínger[2]
- Jabłka Adama (2005) jako Adam Pedersen[2]
- Królestwo niebieskie (2005) jako Templar Master[2]
- Królowa dziewica (2006) jako baron Casper Breuner[2]
- Opium: dziennik kobiety szalonej (2007) jako dr Brenner[2]
- Vikaren (2007) jako Jesper Osböll[2]
- Hitman (2007) jako Mikhail Belicoff[2]
- Odbicie zła (2008) jako dr Robert Zachman[2]
- Nie bój się mnie (2008) jako Mikael[2]
- Reservations (2008) jako Leigh[2]
- Lulu i Jimi (2009) jako Harry Hass[2]
- The International (2009) jako Jonas Skarssen[2]
- Entführt (2009) jako dr Albert Brand[2]
- Gra dla dwojga (2009) jako Big Swiss Suit[2]
- Tell-Tale (2009) jako dr Lethe[2]
- Blekingegade (2009–2010) jako Jørn Moos[2]
- Centurion (2010) jako Gorlacon[2]
- Cisza (2010) jako Peer Sommer[2]
- W lepszym świecie (2010) jako Claus[2]
- Polowanie na czarownice (2011) jako Eckhart[2]
- Coś (2011) jako dr Sander Halvorson[2]
- Duży zeszyt (2013) jako Tiszt[2]
- Miraklet (2013) jako Jakob[2]
- In der Überzahl (2014) jako Stig[2]
- Druga szansa (2014) jako Simon[2]
- Bezwstydny Mortdecai (2015) jako Romanov[2]
- Shadow of a Hero (2015) jako Gustaf (głos)[2]
- Sommeren '92 (2015) jako Richard Møller Nielsen[2]
- Komuna (2016) jako Erik[2]
- Banshee Origins (2013–2016) jako Kai Proctor[2]
- Banshee (2013–2016) jako Kai Proctor[2]
- Czarna lista (2016) jako Alexander Kirk / Constantin Rostov[2]
- Małżeńskie porachunki (2017) jako Edward[2]
- Odpowiednik (2017–2018) jako Aldrich[2]
- Nowy papież (2020) jako dr Helmer Lindegard